# 243
El año 243 (CCXLIII) fue un año común comenzado en domingo del calendario juliano, en vigor en aquella fecha.
En el Imperio romano el año fue nombrado como el del consulado de Arriano y Papo o, menos comúnmente, como el 996 Ab urbe condita, siendo su denominación como 243 posterior, de la Edad Media, al establecerse el Anno Domini.

## Acontecimientos

### Por lugar

#### Imperio romano
- Batalla de Resaena: un ejército romano a las órdenes de Timesteo derrota a los persas en Resaena (Siria); el rey sasánida, Sapor I se ve forzado a huir hacia el río Éufrates.
- Timesteo enferma y muere en extrañas circunstancias. Sapor I se retira a Persia, renunciando a todos los territorios que conquistó.
- Tras la muerte de su suegro, Timesteo, el emperador romano Gordiano III nombra a Felipe el Árabe como nuevo Prefecto del Pretorio y procede a su campaña en Mesopotamia.
- La Legio I Uborium guarnecida en Castra Capidava en Escitia Menor es reemplazada por la Legio I Germanorum hasta el final del siglo III.

## Nacimientos
- Sun Liang, emperador chino del Reino de Wu (d. 260).

## Fallecimientos
- Gu Yong ministro del Reino de Wu (n. 168).
- Kan Ze asesor del Reino de Wu.
- Timesiteo consejero y Prefecto del Pretorio (n. 190).